# Пышма
Пышма́ (ранее также — Пижма, Пыжма; сибирскотат. 
Пышны) — река в России, протекающая на Среднем Урале и в Западной Сибири, правый приток реки Туры.

## Этимология
- В переводе с татарского «пышма» означает «спокойная»[5].
- Топонимист А. К. Матвеев сопоставляет гидроним с хантыйским «пысынг» — «святой»[6].
- Татарское название реки — Пышны[4].

## Гидрография
Река Пышма протекает по Свердловской и Тюменской областям.
Исток реки — озеро Ключи, расположенное на юге города Верхней Пышмы, на восточном склоне Уральских гор (Средний Урал). Высота истока — 252 метра над уровнем моря. Высота устья — 46 метров над уровнем моря.
Длина реки — 603 километра, площадь бассейна — 19,7 тыс. км², средний расход воды — 39 м³/с.
Половодье длится с апреля по май. Замерзает в ноябре, вскрывается в апреле.
На реке есть 3 водохранилища (в том числе Белоярское водохранилище, на берегу которого расположена Белоярская АЭС).
| Средний расход воды (м³/с) реки Пышмы по месяцам с 1936 по 1990 гг. (замеры производились на гидрологическом посту в п. Богандинском) |

## Притоки
(указано расстояние от устья)
- 44 км: Дуван
- 99 км: Карга
- 115 км: Цынга
- 154 км: Балда
- 159 км: Чаплык
- 173 км: Кармак
- 176 км: Малый Кармак
- 200 км: Айба
- 225 км: Тугулымка
- 233 км: Змеевка (Заевка)
- 245 км: Беляковка
- 253 км: Еленка
- 260 км: Ельница
- 265 км: Юшала
- 266 км: Балаир
- 274 км: Ретин
- 287 км: Суетка
- 295 км: Сугатка
- 301 км: Урга
- 306 км: Юрмыч
- 323 км: Куяр
- 324 км: Сельчиха
- 330 км: Речелга
- 330 км: Скакунка
- 341 км: Юрмач
- 348 км: Аксариха
- 354 км: Дерней
- 366 км: Скатинка
- 383 км: Сухая
- 385 км: Реутинка
- 392 км: Камышловка (Туровка)
- 397 км: Большая Калиновка
- 398 км: Мостовка
- 430 км: Кунара
- 432 км: Сергуловка
- 461 км: Рефт (Большой Рефт)
- 492 км: Грязнушка — устье в 8 км к югу от города Асбеста (при измерениях в бассейне реки в 1884 году было открыто Баженовское месторождение асбеста).
- 495 км: Каменка
- 527 км: Мезенка
- 528 км: Камышенка
- Сарапулка
- 574 км: Мурзинка
- Шиловка
- Берёзовка
- Крутиха
- Камышенка
- 593 км: Балтым

## Населённые пункты
- г. Верхняя Пышма
- г. Берёзовский
- п. Старопышминск
- г. Заречный
- д. Боярка
- с. Мезенское
- пгт Белоярский
- д. Ялунина
- д. Малиновка
- п. Белокаменный
- п. Квартал 233
- с. Светлое
- д. Глядены
- с. Рудянское
- с. Знаменское
- г. Сухой Лог
- г. Камышлов
- пгт Пышма
- г. Талица
- п. Луговской
- с. Остров
- с. Червишево
- с. Онохино
- пгт Винзили
- пгт Богандинский
- с. Муллаши
- с. Чупино

## Достопримечательности

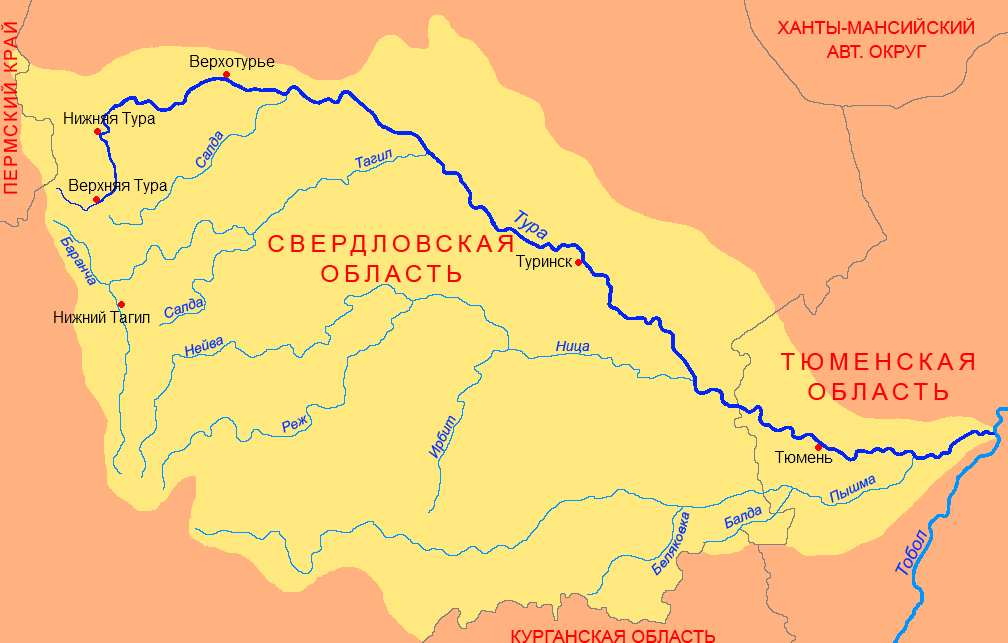
Бассейн Туры (Пышма — правый приток Туры, бассейн Оби).

- Главной достопримечательностью по берегам Пышмы являются скалы. К примеру, в районе курорта «Курьи» скала Три Сестры с каменной ротондой «Храм Воздуха» на вершине считается не только символом санатория, но и географической границей Урала и Сибири. Название скалы объясняет легенда: три сестры, влюбившись в одного юношу, бросились с обрыва в реку, чтобы не строить своё счастье на несчастье родных сестёр.
- В долине реки, на территории Тугулымского и Талицкого районов Свердловской области, расположен национальный парк]] «Припышминские Боры».
- У деревни Шата интерес вызывают небольшой водопад, скала «Жандарм» — рифовое образование, возникшее в период палеозоя, когда на этом месте плескалось море, и далее — остатки лавового потока доисторических вулканов.
- У села Знаменского на левом берегу Пышмы находится огромная скала Дивий Камень, памятник природы областного значения. 300 миллионов лет назад камень был действующим вулканом. В основании скалы находятся туфы и яшмы, окрашенные от взаимодействия с морской водой в лиловые и красные цвета. В наше время на правом берегу, напротив скалы, ежегодно в первое воскресенье августа проводится популярный слёт студенческий песни «Знаменка».
- В верховьях Пышмы в 1745 году шарташский крестьянин Ерофей Марков открыл первое в России рудное золото, а в 1814 году Лев Брусницын впервые в России освоил добычу россыпного золота.
- В границах посёлка Старопышминска на правом берегу Пышмы находится памятник природы «Скалы Старопышминские и горные степи». Это комплекс редкой степной флоры с остепнёнными борами на скалистых обнажениях змеевиков Пышминского габбрового массива[11].

## Данные водного реестра
По данным государственного водного реестра России, Пышма относится к Иртышскому бассейновому округу, речному бассейну Иртыша, речному подбассейну Тобола. Верхнее течение входит в водохозяйственный участок — Пышма от истока до Белоярского гидроузла, код объекта 14010502012111200007602. Среднее и нижнее течение входит в водохозяйственный участок — Пышма от Белоярского гидроузла и до устья, без реки Рефт от истока до Рефтинского гидроузла, код объекта 14010502212111200007602.